# Berlin-Nikolassee
Berlin-Nikolassee [ˈnɪkolasˌzeː]  est l'un des sept quartiers faisant partie de l'arrondissement de Steglitz-Zehlendorf du sud-ouest de la capitale allemande. Avant la création du Grand Berlin en 1920, il constituait une commune rurale indépendante qui fut intégrée à cette date au district de Zehlendorf, ceci jusqu'à la réforme de l'administration de 2001.

## Géographie

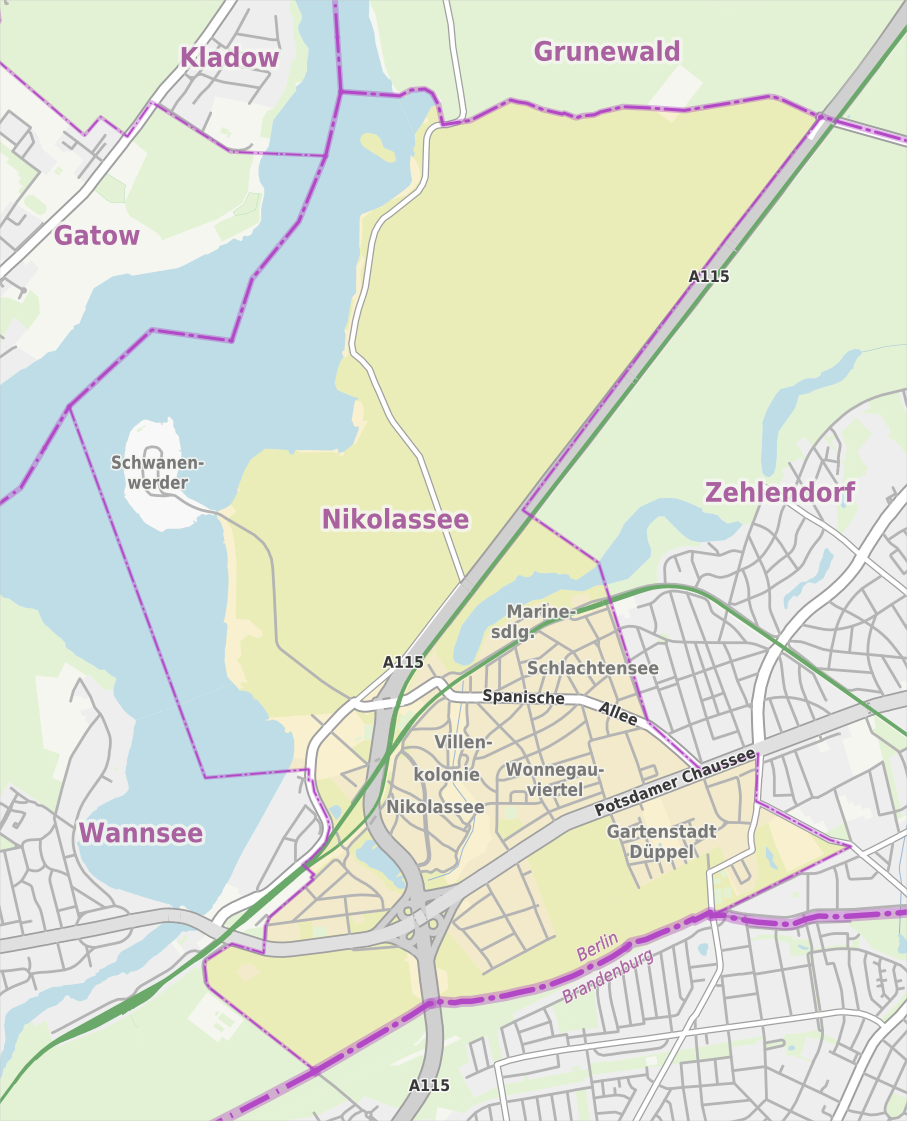
Carte de Nikolassee et des quartiers limitrophes.

Le quartier se trouve sur le plateau de Teltow au sud-ouest de la vallée proglaciaire de Varsovie-Berlin. Il est bordé par les eaux de la rivière Havel au nord-ouest incluant le grand lac Wannsee. Au nord, le territoire s'étend sur une grande partie de la forêt de Grunewald.
Nikolassee confine aux quartiers de Zehlendorf à l'est et de Wannsee à l'ouest, ainsi qu'à l'arrondissement de Charlottenbourg-Wilmersdorf au nord. Vers le sud, il borde à la commune de Kleinmachnow, dans le Land de Brandebourg. La ligne ferroviare du Wannsee et la ligne de Berlin à Blankenheim traversent le quartier. De l'est à l'ouest passe la Bundesstraße 1, entre Berlin et Potsdam, qui croise ici la Bundesautobahn 115 (AVUS). 
Dans le sud, le territoire comprend également le village-musée de Düppel et le cimetière boisé de Berlin-Zehlendorf.

## Population
Le quartier comptait 16 143 habitants le 1er janvier 2017 selon le registre des déclarations domiciliaires, c'est-à-dire 823 hab./km2.

## Histoire
Là où il y avait, avant, des champs libres, est fondé en 1901 un quartier de villas qui devint une commune à tous les effets en 1910. La gare de Berlin-Nikolassee fut inaugurée en 1902. Dans les années 1930, le habitat du Wonnegauviertel fut construit plus à l'est.
À l'époque de la guerre froide, le Checkpoint Bravo, point de passage situé sur le tracé de la Bundesautobahn 115, permettait de franchir le mur de Berlin entre la RDA et Berlin-Ouest, se situait sur son territoire dans la forêt de Dreilinden, au niveau de la localité brandebourgeoise de Drewitz (se trouvant sur la commune de Kleinmachnow).
L'île de Schwanenwerder a été lotie par le fabricant de lampes à pétrole Wilhelm Wessel. Il y a également installé une colonne venant des ruines du palais des Tuileries (France),.

## Transports

### Gare de S-Bahn
: 
Berlin-Nikolassee

## Personnalités liées à Nikolassee
- Hans Oliva-Hagen (1922-1992), scénariste, journaliste et écrivain, né à Nikolassee ;
- Friedrich Trendelenburg (1844-1924), chirurgien, habitait Libellenstraße 4 ;
- Hermann Muthesius (1861-1927), architecte, vécut à Nikolassee
- Helene Stöcker (1869-1963), militante pacifiste, féministe, journaliste et essayiste politique, habitait Münchowstraße 1 ;
- Oskar Fried (1871-1941), chef d'orchestre et compositeur, habitait Teutonenstraße 19
- Ferdinand Friedensburg (1886-1972), homme politique, habitait Hoiruper Straße 14a ;
- Jochen Klepper (1903-1942), théologien, théologien, habitait Teutonenstraße 23 ;
- Marga Meusel (1897-1953), travailleuse sociale et infirmière, résistante au nazisme
- Eckart Muthesius (1904-1989), architecte, vécut à Nikolassee ;
- Berthold von Stauffenberg (1905-1944), juriste et officier allemand, résistant au nazisme, habitait Tristanstraße 8–10 ;
- Wolfgang Rademann (1934-2016), journaliste et producteur de télévision, vécut à Nikolassee ;
- Brigitte Grothum (née en 1935), actrice, vit à Nikolassee.

## Galerie

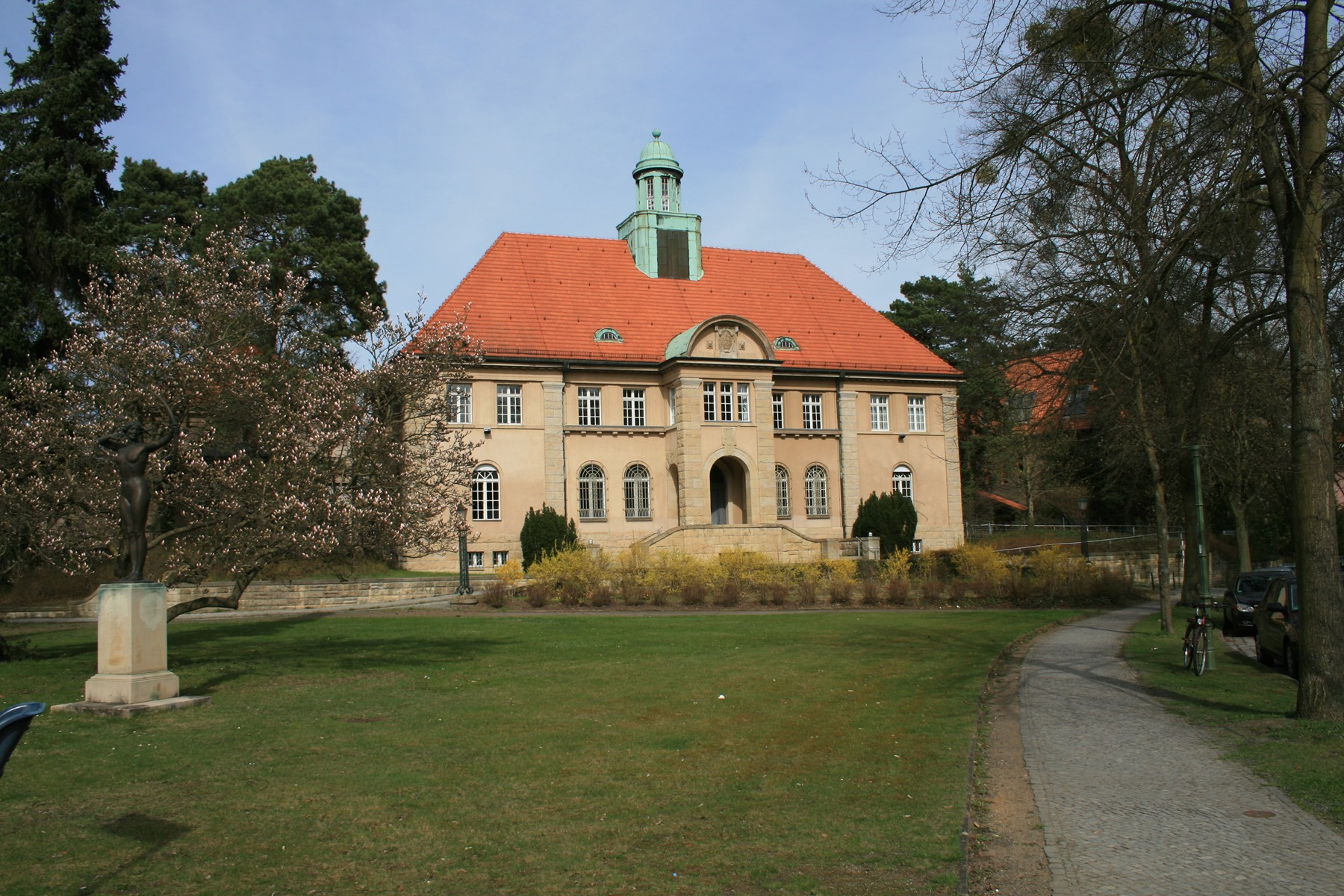
L'ancienne mairie de Nikolassee.
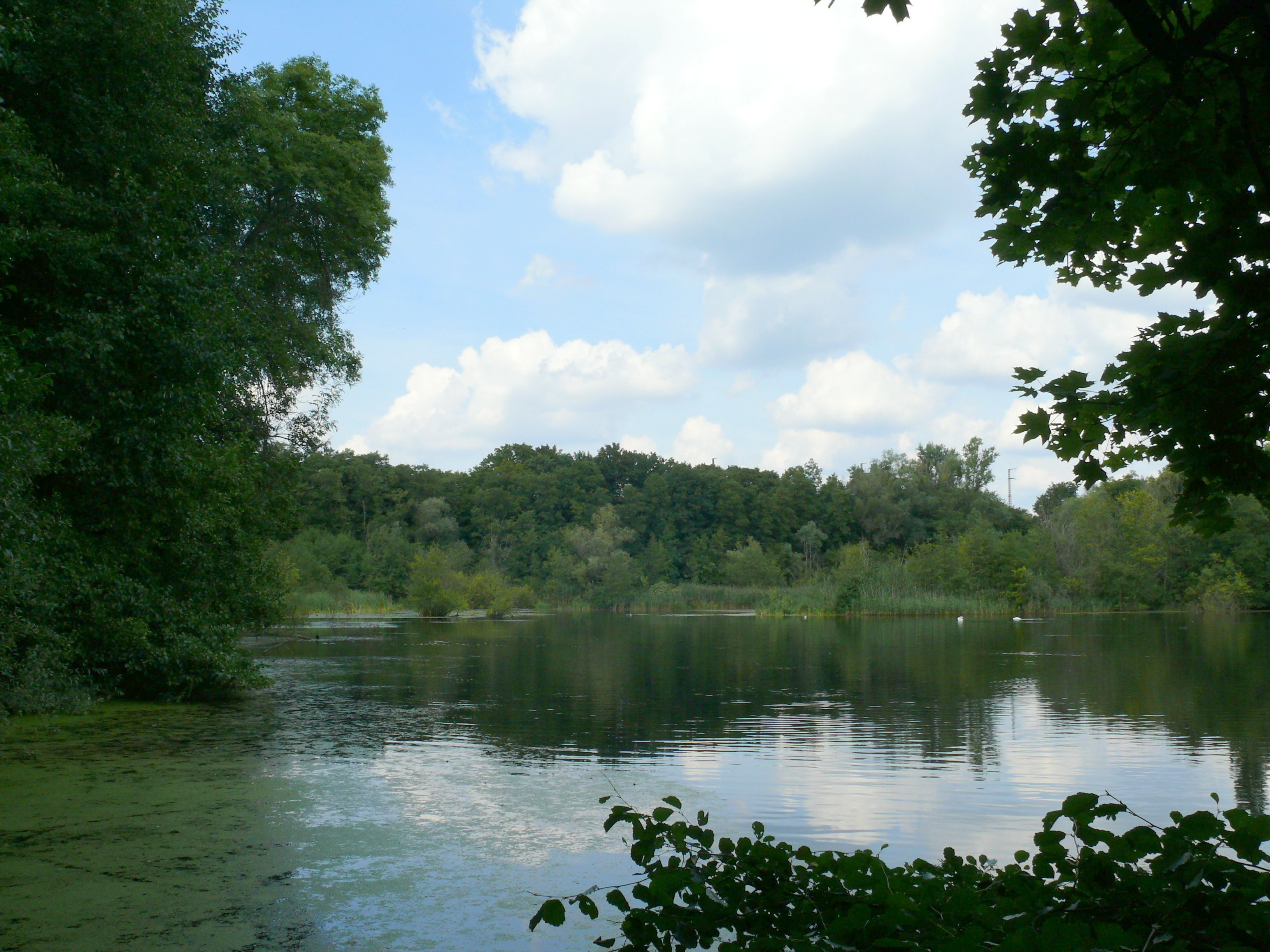
Le lac Nicolas (Nikolassee) qui donne son nom au quartier.
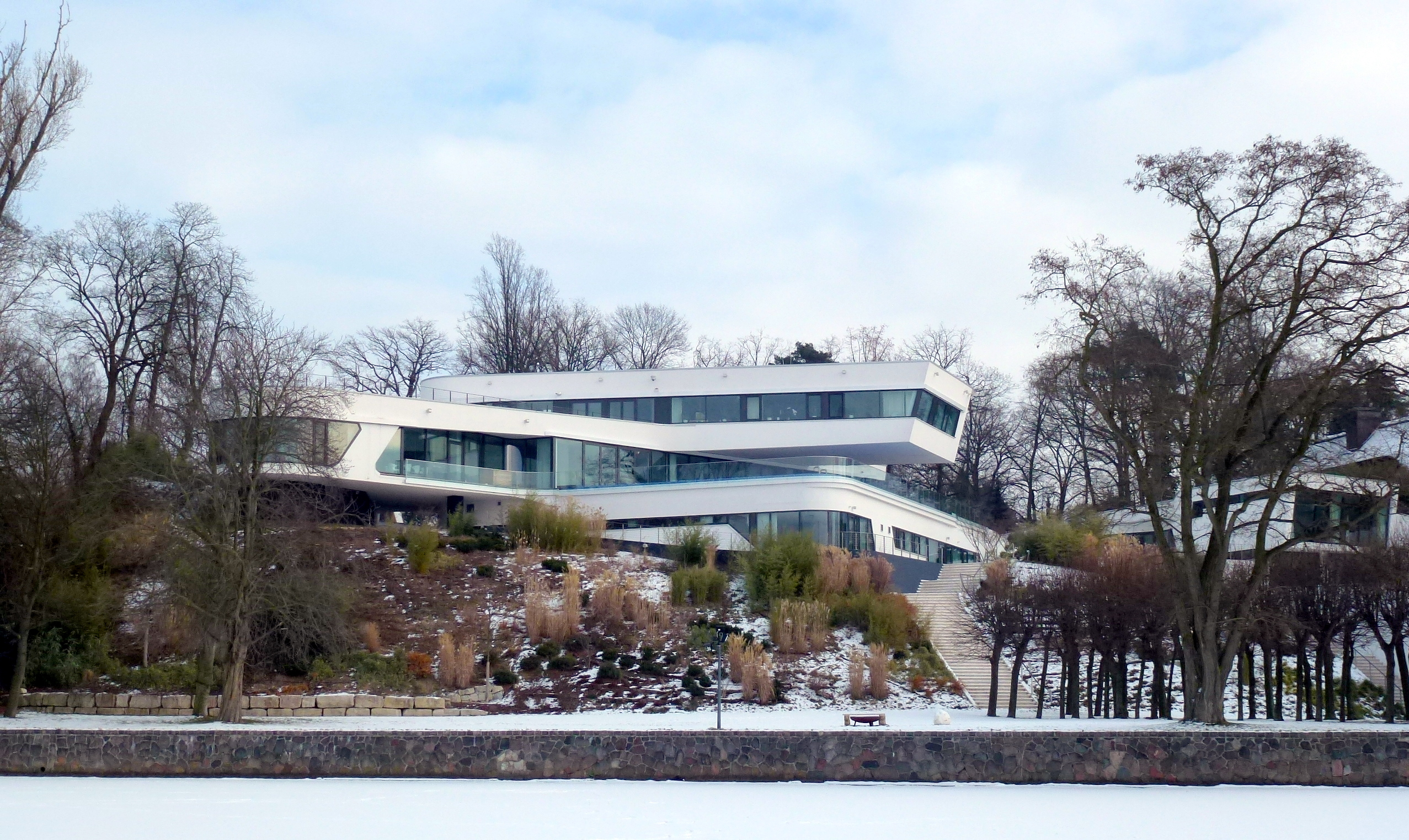
Villa sur Schwanenwerder.
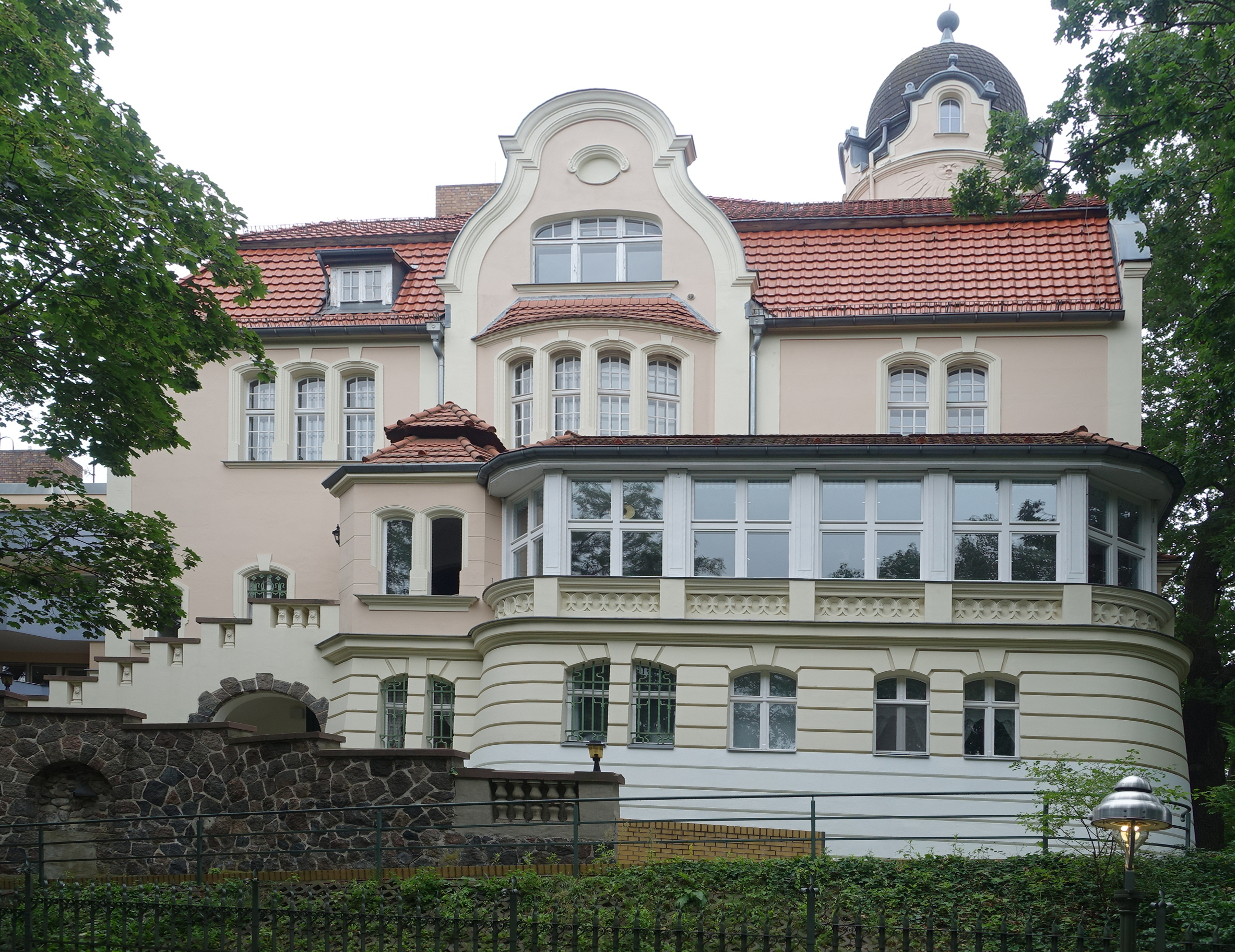
Villa près du lac Nicolas.